# Fakelore
Le fakelore ou pseudo-folklore, « tradition fausse » ou « folklorisme littéraire », est un folklore non authentique et fabriqué présenté par le mythographe ou dans la contrefaçon comme issue de la tradition. Le terme peut se référer à une nouvelle histoire ou chanson construite de toutes pièces ou à un folklore qui a été retravaillé et modifié pour des goûts contemporains, souvent dans un but commercial.

## Origine du terme
Le terme anglophone « fakelore », mot composé de « fake » (factice) et de « lore » : (coutume) fut créé par le folkloriste américain Richard M. Dorson en 1950.